# Sofia Malmberg
Eva Sofia Margareta Malmberg, född 24 augusti 1972 i Nyköping, är en svensk författare och grafisk designer.
Malmberg är utbildad i grafisk design och bilderboksberättande vid Forsbergs skola och Konstfack. Hon har även gått Serie- och bildberättarprogrammet på Högskolan i Gävle. Hon frilansar som illustratör och håller kurser för barn och unga. 2012 romandebuterade hon med den grafiska ungdomsboken Elin under havet.  Boken är en bearbetad version av hennes specialarbete från Högskolan i Gävle. Elin under havet blev 2012 nominerad till Augustpriset i kategorin barn- och ungdomslitteratur.